# Moncarapacho e Fuseta
Moncarapacho e Fuseta (llamada oficialmente União das Freguesias de Moncarapacho e Fuseta) es una freguesia portuguesa del municipio de Olhão, distrito de Faro.

## Historia
Fue creada el 28 de enero de 2013 en aplicación de una resolución de la Asamblea de la República de Portugal promulgada el 16 de enero de 2013 con la unión de las freguesias de Fuseta y Moncarapacho, pasando su sede a estar situada en la antigua freguesia de Moncarapacho.

## Demografía
| Gráfica de evolución demográfica de Moncarapacho e Fuseta entre 2011 y 2021 |
|                                                                             |
| Datos según el nomenclátor publicado por el INE portugués.                  |